# Mario Gerosa
Pour les articles homonymes, voir Gerosa (homonymie).
Pas d'image ? Cliquez ici

a Compétitions nationales et continentales officielles uniquement.

b Matchs officiels uniquement.
Mario Oscar Gerosa est un ancien joueur de rugby à XV, né le 27 avril 1967 à Rosario (Argentine).

## Biographie
Mario Gerosa occupait le poste d'ailier. 
Il a honoré sa première cape internationale le 27 septembre 1987 avec l'équipe d'Argentine conte l'Uruguay. Il a joué ensuite avec l'équipe d'Italie de 1994 à 1995.
Il a disputé la Coupe du monde de rugby 1995. 

## Clubs successifs
- 1985-1991:  Atlético del Rosario
- 1991-1997:  Plaisance Rugby
- 1998-2010:  Atlético del Rosario

## Sélection nationale
- 2 sélections avec l'Argentine
- Sélections par année : 2 en 1987,

- 7 sélections avec l'Italie
- 4 essais
- 20 points
- Sélections par année : 5 en 1994, 2 en 1995.
- Coupe du monde de rugby disputée : 1995.